# Pascal Krauss
Pascal Krauss (nacido el 19 de abril de 1987) es un artista marcial mixto alemán que actualmente en la categoría de peso wélter en Ultimate Fighting Championship. Su apodo en alemán se traduce como tanque en español.

## Carrera de artes marciales mixtas

### Ultimate Fighting Championship
En su debut en la UFC, Krauss se enfrentó a Mark Scanlon el 13 de noviembre de 2010 en su país natal, Alemania. Krauss derrotó a Scanlon por decisión unánime. Finalmente la actuación de ambos peleadores les llevó a ganar el premio a la Pelea de la Noche.
Krauss/Hathaway finalmente tuvo lugar el 5 de mayo de 2012 en UFC on Fox 3. Krauss perdió la pelea por decisión unánime.
Krauss se enfrentó a Mike Stumpf el 26 de enero de 2013 en UFC on Fox 6. Krauss ganó la pelea por decisión unánime.
Krauss se enfrentó a Hyun-gyu Lim el 31 de agosto de 2013 en UFC 164. Krauss perdió la pelea por nocaut en la primera ronda.

## Campeonatos y logros
- Ultimate Fighting Championship
  - Pelea de la Noche (Dos veces)

- Cage Warriors
  - Campeón de Peso Wélter (Una vez, actual)

## Récord en artes marciales mixtas
| Resultado | Récord | Oponente            | Método                      | Evento                         | Fecha                   | Ronda | Tiempo | Localización                  | Notas                                                       |
| --------- | ------ | ------------------- | --------------------------- | ------------------------------ | ----------------------- | ----- | ------ | ----------------------------- | ----------------------------------------------------------- |
| Derrota   | 11–2   | Hyun Gyu Lim        | KO (rodillazo y golpes)     | UFC 164                        | 31 de agosto de 2013    | 1     | 3:58   | Milwaukee, Wisconsin          | Pelea de la Noche.                                          |
| Victoria  | 11–1   | Mike Stumpf         | Decisión (unánime)          | UFC on Fox: Johnson vs. Dodson | 26 de enero de 2013     | 3     | 5:00   | Chicago, Illinois             |                                                             |
| Derrota   | 10–1   | John Hathaway       | Decisión (unánime)          | UFC on Fox: Diaz vs. Miller    | 5 de mayo de 2012       | 3     | 5:00   | East Rutherford, Nueva Jersey |                                                             |
| Victoria  | 10–0   | Mark Scanlon        | Decisión (unánime)          | UFC 122                        | 13 de noviembre de 2010 | 3     | 5:00   | Oberhausen                    | Pelea de la Noche.                                          |
| Victoria  | 9–0    | John Quinn          | Sumisión (rear-naked choke) | Cage Warriors: Right to Fight  | 22 de mayo de 2010      | 2     | 4:47   | Birmingham                    | Ganó el Campeonato Vacante de Peso Wélter de Cage Warriors. |
| Victoria  | 8–0    | Srdjan Sekulic      | TKO (golpes)                | WFC 9: Restart                 | 20 de diciembre de 2009 | 2     | 2:24   | Liubliana                     |                                                             |
| Victoria  | 7–0    | Mehdi Mahouche      | Sumisión (rear-naked choke) | Fight Night Freiburg 2         | 10 de octubre de 2009   | 1     | 4:23   | Freiburg                      |                                                             |
| Victoria  | 6–0    | Gökmen Dali         | Sumisión (D'arce choke)     | Shooto: Switzerland 6          | 9 de septiembre de 2009 | 2     | 4:33   | Zúrich                        |                                                             |
| Victoria  | 5–0    | Dominique Stetefeld | Sumisión (rear-naked choke) | La Onda: Fight Night Special 3 | 23 de agosto de 2009    | 1     | 1:09   | Halberstadt                   |                                                             |
| Victoria  | 4–0    | Kamil Lipinski      | TKO (golpes)                | Hamburger Käfig: Second Strike | 1 de marzo de 2009      | 2     | 2:33   | Hamburgo                      |                                                             |
| Victoria  | 3–0    | Kristian Ozimec     | Sumisión (rear-naked choke) | Fight Night Freiburg           | 6 de diciembre de 2008  | 1     | 3:24   | Freiburg                      |                                                             |
| Victoria  | 2–0    | Michael Heist       | Sumisión (keylock)          | Gorilla Fight 2                | 5 de abril de 2008      | 1     | 4:45   | Mannheim                      |                                                             |
| Victoria  | 1–0    | Manuel Sagmeister   | Sumisión (kimura)           | This is Shido 3                | 27 de enero de 2008     | 1     | 3:30   | Lossburg                      |                                                             |